# Puerto Rico Open
Puerto Rico Open är en professionell golftävling på den amerikanska PGA Touren. Tävlingen har spelats årligen sedan 2008 och är den enda PGA Tourtävling som någonsin arrangerats i Puerto Rico.
Tävlingen spelas på Coco Beach Golf Club (golfbanan gick tidigare under namnet Trump International Golf Club Puerto Rico, men återgick 2015 till sitt ursprungliga namn Coco Beach Golf Club) och är en golfbana som Tom Kite har designat, precis utanför San Juan. Golfbanan spelas under tävlingen som par-72 och är 6850 meter lång. Tävlingen är en alternativ tävling och spelas i mars månad under samma vecka som WGC Dell Match Play.
Vinnaren av Puerto Rico Open erhåller 300 FedEx Cup-poäng, jämfört med 550 poäng som vinnaren av en WGC-tävling ges, eller 500 poäng för en vanlig PGA Tourtävling. Vinsten ger dock spelrätter på PGA Touren för de kommande två säsongerna, samt en inbjudan till PGA Championship och The Players Championship.
Fyra av de sju första vinnarna av tävlingen var förstagångsvinnare på touren: Greg Kraft, Derek Lamely, Scott Brown och Chesson Hadley.  Hadley innehar även den lägsta vinstscoren i tävlingen på 267 slag (-21 under par).
Tävlingen ersattes 2018 med en inofficiell välgörenhetstävling på grund av de skador som uppstod efter orkanen Maria.Tävlingen kommer dock att återigen vara en officiell PGA Tourtävling 2019 och 2020.

## Vinnare
| År                                                                                      | Spelare             | Resultat | Mot par | Segermarginal | Runner(s)-up                                           |
| --------------------------------------------------------------------------------------- | ------------------- | -------- | ------- | ------------- | ------------------------------------------------------ |
| 2018: Inofficiell pro-am tävling, vunnen av laget med George McNeill och Cheyenne Woods |                     |          |         |               |                                                        |
| 2017                                                                                    | D. A. Points        | 268      | -20     | 2 slag        | Bill Lunde, Retief Goosen, Bryson DeChambeau           |
| 2016                                                                                    | Tony Finau          | 276      | -12     | Särspel       | Steve Marino                                           |
| 2015                                                                                    | Alex Čejka          | 281      | -7      | Särspel       | Jon Curran, Emiliano Grillo, Tim Petrovic Sam Saunders |
| 2014                                                                                    | Chesson Hadley      | 267      | -21     | 2 slag        | Danny Lee                                              |
| 2013                                                                                    | Scott Brown         | 268      | -20     | 1 slag        | Jordan Spieth, Fabián Gómez                            |
| 2012                                                                                    | George McNeill      | 272      | -16     | 2 slag        | Ryo Ishikawa                                           |
| 2011                                                                                    | Michael Bradley (2) | 272      | -16     | Särspel       | Troy Matteson                                          |
| 2010                                                                                    | Derek Lamely        | 269      | -19     | 2 slag        | Kris Blanks                                            |
| 2009                                                                                    | Michael Bradley     | 274      | -14     | 1 slag        | Jason Day, Brett Quigley                               |
| 2008                                                                                    | Greg Kraft          | 274      | -14     | 1 slag        | Jerry Kelly, Bo Van Pelt                               |